# Weeze
Weeze là một đô thị ở vùng Niederrhein, về phía tây bắc của Nordrhein-Westfalen trong huyện Kleve, vùng Düsseldorf.
Đô thị này có thị xã Weeze và làng Wemb.